# Европейский союз
Европе́йский сою́з (Евросою́з, ЕС) — экономическое и политическое объединение 27 европейских государств.
Европейский союз был создан Маастрихтским договором 7 февраля 1992 года, вступившим в силу 1 ноября 1993 года, на основе Европейского экономического сообщества и нацелен на региональную интеграцию.
Европейский союз — международное образование, сочетающее признаки международной организации (межгосударственности) и государства (надгосударственности), однако юридически он не является ни тем, ни другим.
С помощью стандартизированной системы законов, действующих во всех странах союза, был создан общий рынок, гарантирующий свободное передвижение (движение) людей, товаров, капитала и услуг, включая отмену паспортного контроля в пределах Шенгенской зоны, в которую входят как страны-члены, так и другие европейские государства.
Будучи субъектом международного публичного права, Европейский союз имеет полномочия на участие в международных отношениях и заключение международных договоров. Сформирована общая внешняя политика и политика безопасности, предусматривающая проведение согласованной внешней и оборонной политики. По всему миру учреждены постоянные дипломатические миссии ЕС, действуют представительства в Организации Объединённых Наций, ВТО, Большой семёрке и Группе двадцати. Делегации ЕС возглавляются послами ЕС.
Институты ЕС включают в себя Европейский совет, Европейскую комиссию (правительство), Совет Европейского союза (официальное название — Совет, упоминается также как Совет министров), Суд Европейского союза, Европейскую счётную палату, Европейский центральный банк и Европейский парламент. Европейский парламент избирается каждые пять лет гражданами ЕС.
Союз принимает законодательные акты (директивы, законы и постановления) в сфере правосудия и внутренних дел, а также вырабатывает общую политику в области торговли, сельского хозяйства, рыболовства и регионального развития.
С 449 миллионами жителей, населяющих страны Европейского союза, доля ЕС как целого в мировом валовом внутреннем продукте (ВВП) составляла в 2018 году около 23 % (21,6 трлн $) по паритету покупательной способности и около 19 % (16,1 трлн $) — по номинальному значению.
20 стран Европейского союза ввели в обращение единую валюту — евро, образовав европейский экономический союз — еврозону.
В 2012 году Европейскому союзу присуждена Нобелевская премия мира. В 2017 году ЕС присуждена Премия принцессы Астурийской.

## География
Страны-члены Европейского союза занимают 4 233 262 км2. Самая высокая точка — гора Монблан в Грайских Альпах (4810 м). Самой низшей точкой ЕС является Ламме-фьорд в Дании (7 м ниже уровня моря).
В состав ЕС также входят французские заморские территории и испанские полуанклавы Сеута и Мелилья, находящиеся за пределами Европы.
Через территорию ЕС проходит несколько типов климата — от арктического (Северо-Восточная Европа) до тропического (Французская Гвиана). Большинство населения проживает в районах с умеренным морским, средиземноморским или гемибореальным климатами.

## Государства-члены
В Европейский союз входят 27 государств:
| Номер | Государство | Год вступления |
| ----- | ----------- | -------------- |
| 1     | Австрия     | 1995           |
| 2     | Бельгия     | 1957           |
| 3     | Болгария    | 2007           |
| 4     | Венгрия     | 2004           |
| 5     | Германия    | 1957           |
| 6     | Греция      | 1981           |
| 7     | Дания       | 1973           |
| 8     | Ирландия    | 1973           |
| 9     | Испания     | 1986           |
| 10    | Италия      | 1957           |
| 11    | Кипр        | 2004           |
| 12    | Латвия      | 2004           |
| 13    | Литва       | 2004           |
| 14    | Люксембург  | 1957           |
| 15    | Мальта      | 2004           |
| 16    | Нидерланды  | 1957           |
| 17    | Польша      | 2004           |
| 18    | Португалия  | 1986           |
| 19    | Румыния     | 2007           |
| 20    | Словакия    | 2004           |
| 21    | Словения    | 2004           |
| 22    | Финляндия   | 1995           |
| 23    | Франция     | 1957           |
| 24    | Хорватия    | 2013           |
| 25    | Чехия       | 2004           |
| 26    | Швеция      | 1995           |
| 27    | Эстония     | 2004           |

Количество стран, участвующих в союзе, выросло с начальных шести — Бельгии, Западной Германии, Италии, Люксембурга, Нидерландов и Франции — до сегодняшних 27 путём последовательных расширений: присоединяясь к договорам, страны ограничивали свой суверенитет в обмен на представительство в институтах союза, действующих в общих интересах.
Для вступления в Европейский союз страна-кандидат должна соответствовать Копенгагенским критериям, принятым в июне 1993 года на заседании Европейского совета в Копенгагене и утверждённым в декабре 1995 года на заседании Европейского совета в Мадриде. Критерии требуют, чтобы в государстве соблюдались демократические принципы, принципы свободы и уважения прав человека, а также принцип правового государства. Также в стране должна присутствовать конкурентоспособная рыночная экономика, и должны признаваться общие правила и стандарты ЕС, включая приверженность целям политического, экономического и валютного союза.
Гренландия, автономная территория Дании, вышла из состава Европейских сообществ в 1985 году. Лиссабонский договор предусматривает условия и процедуру выхода какого-либо государства из союза. Этой процедурой воспользовалась Великобритания, вышедшая из состава союза 31 января 2020 года.
9 марта 2024 года глава МИД Армении Арарат Мирзоян заявил в эфире турецкого телеканала «TRT World», что в Армении активно обсуждается идея членства в Европейском союзе.
На декабрь 2023 года официальными кандидатами на вступление в Евросоюз признаны 9 государств, с 7 из них был начат переговорный процесс.
| Номер | Государство          | Год получения статуса кандидата | Год начала переговоров |
| ----- | -------------------- | ------------------------------- | ---------------------- |
| 1     | Албания              | 2014                            | 2020                   |
| 2     | Босния и Герцеговина | 2022                            |                        |
| 3     | Грузия               | 2023                            |                        |
| 4     | Молдова              | 2022                            | 2024                   |
| 5     | Северная Македония   | 2005                            | 2020                   |
| 6     | Сербия               | 2012                            | 2014                   |
| 7     | Турция               | 1999                            | 2005                   |
| 8     | Украина              | 2022                            | 2024                   |
| 9     | Черногория           | 2010                            | 2012                   |

Государства — члены Европейского союза
Государства вне ЕС — участники Европейского общего рынка (с исключениями)
Территории государств вне ЕС, частично привязанные к Европейскому общему рынку
Государства вне ЕС — участники процесса стабилизации и ассоциации
Государства вне ЕС — участники углублённой и всеобъемлющей зоны свободной торговли
Государства вне ЕС — участники Таможенного союза Европейского союза

Косово также входит в эту программу, но Европейская комиссия не относит его к независимым государствам, так как независимость страны от Сербии признана не всеми членами союза. Однако Косово подало заявку на вступление в ЕС 14 декабря 2022 года.
Ряд европейских государств, которые предпочли не присоединяться к союзу или находятся в процессе интеграции с ним, частично участвует в союзной экономике и следует некоторым директивам:
- Исландия (с 1994), Лихтенштейн (с 1995) и Норвегия (с 1994) входят в общий рынок (с исключениями) через Европейскую экономическую зону, Швейцария (с 2002) имеет сходные отношения, заключив двусторонние договоры[27][28];
- Северная Ирландия (с 2021) остаётся частично привязанной к общему рынку после выхода Великобритании из Европейского союза;
- В некоторых секторах общего рынка участвуют:
  - Через процесс стабилизации и ассоциации: Албания (с 2009), Босния и Герцеговина (с 2015), Косово (с 2016), Северная Македония (с 2004), Сербия (с 2013) и Черногория (с 2010);
  - Через углублённую и всеобъемлющую зону свободной торговли: Грузия (с 2016), Молдова (с 2016) и Украина (с 2016);
- Андорра (с 1991), Монако (с 1963), Сан-Марино (с 1991), Турция (с 1995) и британская заморская территория Акротири и Декелия (с 2004) входят в Таможенный союз Европейского союза;
- Андорра (с 2012), Ватикан (с 1999), Монако (с 1999) и Сан-Марино (с 1999) и британская заморская территория Акротири и Декелия (с 2008) входят в Еврозону и поддерживают отношения с союзом через различные договоры о кооперации. Черногория (с 2002) и частично признанная Республика Косово/UNMIK (с 2002) также используют евро в качестве национальной валюты, однако без официального соглашения с ЕС[29]. Мальтийский орден (с 2005) производит эмиссию почтовых марок в евро при сохранении мальтийского скудо в качестве официальной валюты[30].

Государства — члены Европейского союза
Заморские территории государств ЕС, входящие в союз
Заморские территории государств ЕС, ассоциированные с союзом

Также частично участвуют в союзной экономике, в границах оговорённых частью 4 Римского договора и двухсторонними договорами, расположенные вне Европы страны и территории, поддерживающие особые отношения с Данией, Нидерландами и Францией, но не входящие в союз:
- Ассоциированные с Данией: Гренландия;
- Ассоциированные с Нидерландами: Аруба, Кюрасао, Синт-Мартен, Бонайре, Синт-Эстатиус и Саба;
- Ассоциированные с Францией: Новая Каледония, Французская Полинезия, Французские Южные и Антарктические территории, Уоллис и Футуна, Сен-Пьер и Микелон, Сен-Бартелеми.

По отношению к ряду территорий государств-членов действуют исключения из некоторых общеевропейских политик и правил:
- Город Бюзинген-ам-Хохрайн и архипелаг Гельголанд в Германии;
- Автономное монашеское государство Святой Горы в Греции;
- Автономные города Сеута и Мелилья, автономное сообщество Канарские острова в Испании;
- Коммуны Ливиньо, Кампионе-д’Италия и воды озера Лугано в Италии;
- Автономная область Аландские острова в Финляндии;
- Заморские департаменты Гвиана, Гваделупа, Мартиника, Реюньон, Майотта и заморское сообщество Сен-Мартен во Франции.

В то же время полностью вне союзной экономики находятся следующие территории государств-членов:
- Фарерские острова — автономный регион Дании, который, в отличие от остальной Дании, отказался входить в состав ЕС на референдуме 1973 года, что было закреплено в Римском договоре. Отношения между ними и Евросоюзом регулируются Европейско-датско-фарерским соглашением 1997 года[33];
- Северный Кипр — контролируется Турецкой Республикой Северного Кипра, признаваемой только Турцией. До вступления в силу урегулирования Кипрского конфликта и начала применения правил ЕС на территории всего острова его северные районы находятся за пределами таможенной и налоговой территории ЕС, но это не влияет на личные права турок-киприотов как граждан ЕС[34].

## История
Идеи панъевропеизма, которые долгое время выдвигали мыслители на протяжении истории Европы, с особой силой зазвучали после Второй мировой войны. В послевоенный период на континенте появился целый ряд организаций: Совет Европы, НАТО, Западноевропейский союз.

#### Мирная Европа — начало объединения (1945—1959)
Первый шаг в сторону создания современного Евросоюза был сделан в 1951 году: Бельгия, Западная Германия, Нидерланды, Люксембург, Франция, Италия подписали договор об учреждении Европейского объединения угля и стали (ЕОУС, ECSC — European Coal and Steel Community), целью которого стало объединение европейских ресурсов по производству стали и угля, в силу данный договор вступил в июле 1952 года.
С целью углубления экономической интеграции те же шесть государств в 1957 году учредили Европейское экономическое сообщество (ЕЭС, Общий рынок) (EEC — European Economic Community) и Европейское сообщество по атомной энергии (Евратом, Euratom — European Atomic Energy Community). Самым важным и широким по сфере компетенции из этих трёх европейских сообществ являлось ЕЭС.
Процесс развития и превращения этих европейских сообществ в современный Европейский союз происходил путём, во-первых, передачи всё большего числа функций управления на наднациональный уровень и, во-вторых, увеличения числа участников интеграции.

### История расширения

1957—2020: Изменение территории Европейского союза

Расширение Выход
| Дата            | Страна                                                                           | Общее количество членов |
| --------------- | -------------------------------------------------------------------------------- | ----------------------- |
| 25 марта 1957   | Бельгия, Западная Германия (ФРГ), Италия, Люксембург, Нидерланды, Франция        | 6                       |
| 5 июля 1962     | Французский Алжир (Франция)                                                      | 6                       |
| 1 января 1973   | Великобритания, Дания, Ирландия                                                  | 9                       |
| 19 июля 1976    | Сен-Пьер и Микелон (Франция)                                                     | 9                       |
| 1 января 1981   | Греция                                                                           | 10                      |
| 1 февраля 1985  | Гренландия (Дания)                                                               | 10                      |
| 11 июня 1985    | Сен-Пьер и Микелон (Франция)                                                     | 10                      |
| 1 января 1986   | Испания, Португалия                                                              | 12                      |
| 3 октября 1990  | Восточная Германия (бывшая ГДР) и Западный Берлин                                | 12                      |
| 1 января 1995   | Австрия, Финляндия, Швеция                                                       | 15                      |
| 1 мая 2004      | Венгрия, Кипр, Латвия, Литва, Мальта, Польша, Словакия, Словения, Чехия, Эстония | 25                      |
| 1 января 2007   | Болгария, Румыния                                                                | 27                      |
| 22 февраля 2007 | Сен-Бартелеми и Сен-Мартен (Франция)                                             | 27                      |
| 1 декабря 2009  | Сен-Бартелеми и Сен-Мартен (Франция)                                             | 27                      |
| 1 января 2012   | Сен-Бартелеми (Франция)                                                          | 27                      |
| 1 июля 2013     | Хорватия                                                                         | 28                      |
| 1 января 2014   | Майотта (Франция)                                                                | 28                      |
| 31 января 2020  | Великобритания                                                                   | 27                      |

### Основные события в истории евроинтеграции
- 1951 — подписание Парижского договора о создании Европейского объединения угля и стали.
- 1957 — подписание Римского договора о создании Европейского экономического сообщества и Евратома.
- 1965 — подписание договора о слиянии, в результате которого был создан единый Совет и единая Комиссия для трёх европейских сообществ ЕОУС, ЕЭС и Евратома. Вступил в силу с 1 июля 1967 года.
- 1973 — первое расширение ЕЭС (присоединились Дания, Ирландия, Великобритания).
- 1978 — создание Европейской валютной системы.
- 1979 — первые общеевропейские выборы в Европейский парламент.
- 1981 — второе расширение ЕЭС (присоединилась Греция).
- 1985 — подписание Шенгенского соглашения.
- 1986 — третье расширение ЕЭС (присоединились Испания и Португалия).
- 1986 — Единый европейский акт — первое существенное изменение учредительных договоров ЕС.
- 1992 — подписание Маастрихтского договора о создании Европейского союза на основе Европейского экономического сообщества.
- 1995 — четвёртое расширение (присоединение Австрии, Финляндии и Швеции).
- 1999 — введение единой европейской валюты — евро (в наличном обращении с 2002 года).
- 2004 — пятое расширение (присоединение Чехии, Венгрии, Польши, Словакии, Словении, Эстонии, Латвии, Литвы, Кипра, Мальты).
- 2007 — подписание Договора о реформе в Лиссабоне.
- 2007 — вторая волна пятого расширения (присоединение Болгарии и Румынии). Отмечается 50-летний юбилей создания ЕЭС.
- 2013 — шестое расширение (присоединилась Хорватия).
- 2020 — выход Великобритании из союза.

В настоящее время действуют три соглашения, предполагающие разную степень интеграции внутри Евросоюза: членство в ЕС, членство в зоне евро и участие в Шенгенском соглашении. Членство в ЕС не обязательно влечёт за собой участие в Шенгенском соглашении. Не все страны-члены ЕС входят в зону евро. Примеры разной степени интеграции:
- Великобритания и Ирландия подписали Шенгенское соглашение на условиях ограниченного членства. Великобритания также не сочла нужным вступать в зону евро.
- Дания и Швеция в ходе референдумов также решили сохранить национальные валюты.
- Норвегия, Исландия, Швейцария и Лихтенштейн не являются членами ЕС, однако входят в Шенгенскую зону.

### Политические перспективы

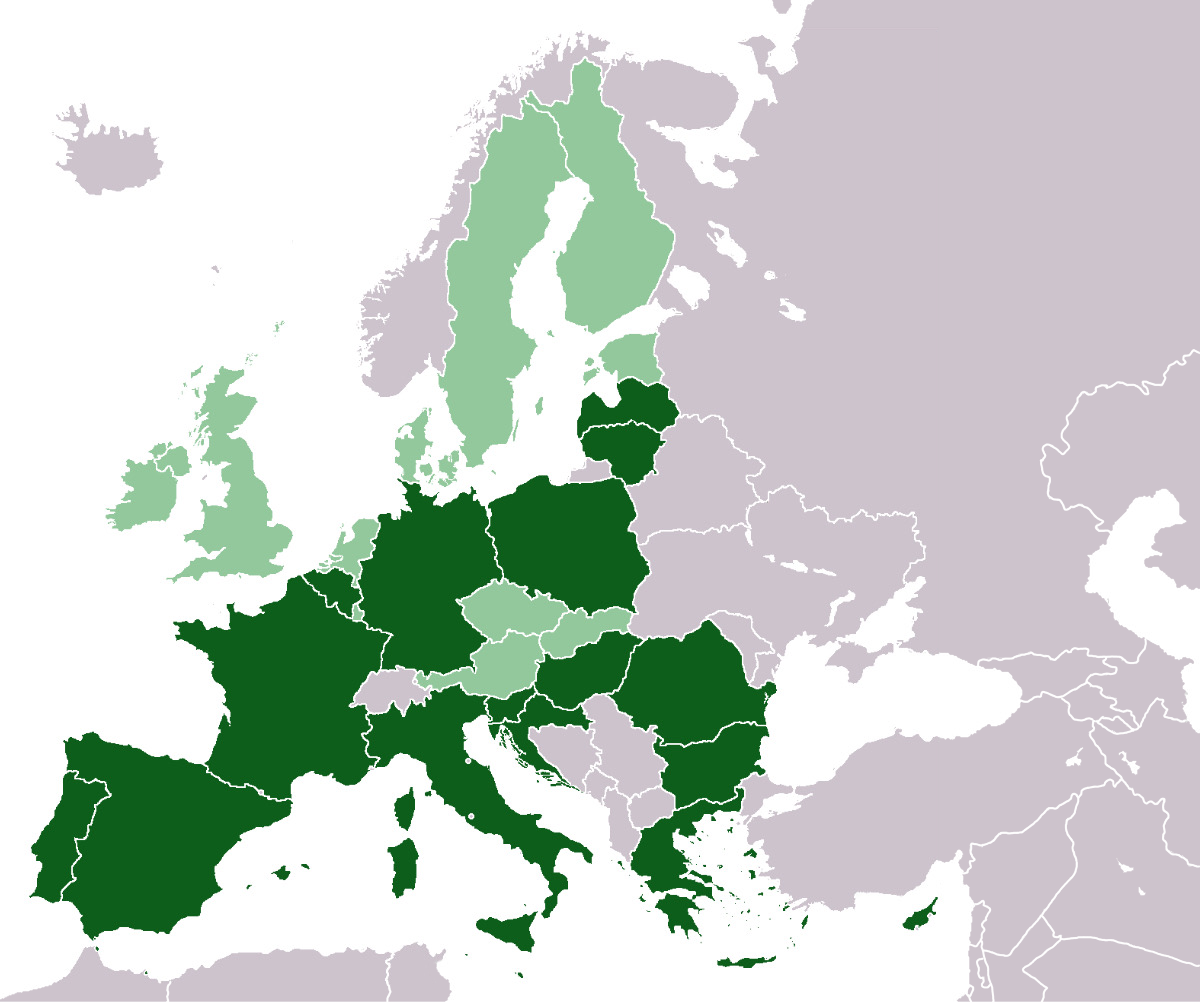
Отношение граждан ЕС к идее создания федерации европейских стран (2015)
Члены ЕС, среди населения которых сторонников федерации больше, чем противников

19 сентября 2012 года главы министерств иностранных дел 11 из на тот момент 27 стран Евросоюза предложили проект реформы, принятый по итогам заседания группы по вопросам будущего Европейского союза. Группа по вопросам будущего Евросоюза, куда входят министры иностранных дел Австрии, Бельгии, Германии, Дании, Испании, Италии, Люксембурга, Нидерландов, Польши, Португалии и Франции, предложила создать в ЕС пост президента, избираемого всеобщим голосованием, учредить министерство иностранных дел союза, ввести единую европейскую въездную визу и, возможно, сформировать единую армию.
По данным от 2013 года, 44 % граждан ЕС поддерживает идею о создании в будущем федерации европейских государств, 35 % выступают против этого.

## Правовая основа
| Подписан Вступил в силу Документ | 1948 Брюссельский пакт                                          | 1951 1952 Парижский договор                           | 1954 1955 Парижские соглашения                        | 1957 1958 Римские договоры                            | 1965 1967 Договор слияния                             | 1975 неприменимо Решение Европейского совета | 1986 1987 Единый европейский акт   | 1992 1993 Маастрихтский договор | 1992 1993 Маастрихтский договор | 1997 1999 Амстердамский договор | 2001 2003 Ниццкий договор | 2007 2009 Лиссабонский договор | 2007 2009 Лиссабонский договор |  |  |  |  |  |  |  |  |
|                                  |                                                                 |                                                       |                                                       |                                                       |                                                       |                                              |                                    |                                 |                                 |                                 |                           |                                |                                |  |  |  |  |  |  |  |  |
| Три опоры Европейского союза:    |                                                                 |                                                       |                                                       |                                                       |                                                       |                                              |                                    |                                 |                                 |                                 |                           |                                |                                |  |  |  |  |  |  |  |  |
| Европейские сообщества:          |                                                                 |                                                       |                                                       |                                                       |                                                       |                                              |                                    |                                 |                                 |                                 |                           |                                |                                |  |  |  |  |  |  |  |  |
|                                  | Европейское сообщество по атомной энергии (Евратом)             |                                                       |                                                       |                                                       |                                                       |                                              |                                    |                                 |                                 |                                 |                           |                                |                                |  |  |  |  |  |  |  |  |
|                                  |                                                                 |                                                       | Европейское объединение угля и стали (ЕОУС)           | Европейское объединение угля и стали (ЕОУС)           | Европейское объединение угля и стали (ЕОУС)           | Срок действия истёк в 2002-м                 | Срок действия истёк в 2002-м       | Срок действия истёк в 2002-м    |                                 | Европейский союз (ЕС)           | Европейский союз (ЕС)     |                                |                                |  |  |  |  |  |  |  |  |
|                                  |                                                                 |                                                       | Европейское экономическое сообщество (ЕЭС)            | Европейское экономическое сообщество (ЕЭС)            | Европейское экономическое сообщество (ЕЭС)            |                                              |                                    | Европейское сообщество (ЕС)     | Европейское сообщество (ЕС)     | Европейский союз (ЕС)           | Европейский союз (ЕС)     |                                |                                |  |  |  |  |  |  |  |  |
|                                  |                                                                 | TREVI                                                 | TREVI                                                 | Правосудие и внутренние дела (ПВД)                    |                                                       |                                              |                                    | Европейское сообщество (ЕС)     | Европейское сообщество (ЕС)     | Европейский союз (ЕС)           | Европейский союз (ЕС)     |                                |                                |  |  |  |  |  |  |  |  |
|                                  | Полицейское и судебное сотрудничество по уголовным делам (ПССУ) | TREVI                                                 | TREVI                                                 | Правосудие и внутренние дела (ПВД)                    |                                                       |                                              |                                    |                                 |                                 | Европейский союз (ЕС)           | Европейский союз (ЕС)     |                                |                                |  |  |  |  |  |  |  |  |
|                                  | Европейское политическое сотрудничество (ЕПС)                   | Общая внешняя политика и политика безопасности (ОВПБ) | Общая внешняя политика и политика безопасности (ОВПБ) | Общая внешняя политика и политика безопасности (ОВПБ) | Общая внешняя политика и политика безопасности (ОВПБ) |                                              |                                    |                                 |                                 | Европейский союз (ЕС)           | Европейский союз (ЕС)     |                                |                                |  |  |  |  |  |  |  |  |
| Западный союз (ЗС)               | Западный союз (ЗС)                                              | Западноевропейский союз (ЗЕС)                         | Западноевропейский союз (ЗЕС)                         | Западноевропейский союз (ЗЕС)                         | Западноевропейский союз (ЗЕС)                         | Западноевропейский союз (ЗЕС)                |                                    |                                 |                                 |                                 | Европейский союз (ЕС)     |                                |                                |  |  |  |  |  |  |  |  |
| Западный союз (ЗС)               | Западный союз (ЗС)                                              | Западноевропейский союз (ЗЕС)                         | Западноевропейский союз (ЗЕС)                         | Западноевропейский союз (ЗЕС)                         | Западноевропейский союз (ЗЕС)                         | Западноевропейский союз (ЗЕС)                | Прекращение деятельности к 2011-му |                                 |                                 |                                 |                           |                                |                                |  |  |  |  |  |  |  |  |
|                                  |                                                                 |                                                       |                                                       |                                                       |                                                       |                                              |                                    |                                 |                                 |                                 | п о р                     |                                |                                |  |  |  |  |  |  |  |  |

### Компетенция
Европейский союз обладает компетенцией лишь в тех сферах, в которых государства-члены согласились предоставить ему возможность действовать, поэтому ЕС не может добавлять новые сферы своей компетенции, что принципиально отличает его от федеративного государства. Объём компетенций ЕС зависит от сферы действий.
К его исключительной компетенции относятся пять сфер: таможенный союз, установление правил конкуренции на внутреннем рынке, денежно-кредитная политика стран еврозоны, сохранение морских биоресурсов и общая торговая политика. К совместной компетенции органов ЕС и государств-членов относится большинство ныне действующих направлений деятельности ЕС: регулирование внутреннего рынка, общая сельскохозяйственная политика, транспортная политика и другие (всего 13 областей). В некоторых областях (здравоохранение, культура, образование, промышленная политика, развитие туризма и спорта) ЕС координирует свои действия с деятельностью национальных правительств и оказывает им поддержку.
В сферах, на которые ранее распространялась компетенция ЕЭС (общая сельскохозяйственная политика, таможенный союз и общая торговая политика в отношении третьих стран), а также в области денежно-кредитной политики еврозоны решения принимаются на наднациональном уровне. Обычно законодательный акт ЕС (регламент, директиву, решение) принимают Совет и Европейский парламент по предложению Европейской комиссии. В остальных сферах, в том числе в области внешней политики и политики безопасности, сотрудничества полицейских служб и судебных органов, действует межправительственный (англ. intergovernmental) метод принятия решений. Решения принимают Совет и Европейский совет, а государства-члены сохраняют за собой право вето по важнейшим вопросам.
| Исключительная компетенция: |

| «Союз располагает исключительной компетенцией в законодательствовании и по заключению международных соглашений, когда это предусмотрено в законодательных актах Союза». |
| - таможенный союз - установление правил конкуренции - денежная политика - сохранение морских биологических ресурсов - общая торговая политика                           |

| Совместная компетенция: |

| «Государства-члены осуществляют свою компетенцию в той мере, в какой Союз не воспользовался своей компетенцией». | «Союз располагает компетенцией при условии, что осуществление данной компетенции не будет препятствовать государствам-членам осуществлять свою собственную компетенцию». |
| - внутренний рынок - социальная политика применительно к аспектам, определенным в настоящем Договоре - экономическое, социальное и территориальное сплочение - сельское хозяйство и рыболовство, за исключением сохранения морских биологических ресурсов - окружающая среда - защита потребителей - транспорт - трансъевропейские сети - энергетика - пространство свободы, безопасности и правосудия - общие проблемы безопасности в сфере здравоохранения применительно к аспектам, определенным в настоящем Договоре | - научные исследования, технологическое развитие и космос - поддержка развития и гуманитарная помощь                                                                     |
| - внутренний рынок - социальная политика применительно к аспектам, определенным в настоящем Договоре - экономическое, социальное и территориальное сплочение - сельское хозяйство и рыболовство, за исключением сохранения морских биологических ресурсов - окружающая среда - защита потребителей - транспорт - трансъевропейские сети - энергетика - пространство свободы, безопасности и правосудия - общие проблемы безопасности в сфере здравоохранения применительно к аспектам, определенным в настоящем Договоре | «Союз определяет условия, по которым государства-члены координируют свою политику».                                                                                      |
| - внутренний рынок - социальная политика применительно к аспектам, определенным в настоящем Договоре - экономическое, социальное и территориальное сплочение - сельское хозяйство и рыболовство, за исключением сохранения морских биологических ресурсов - окружающая среда - защита потребителей - транспорт - трансъевропейские сети - энергетика - пространство свободы, безопасности и правосудия - общие проблемы безопасности в сфере здравоохранения применительно к аспектам, определенным в настоящем Договоре | - экономическая политика и политика занятости - общая внешняя политика и политика безопасности, общая оборонная политика                                                 |

| Вспомогательная компетенция: |

| «Союз располагает компетенцией осуществлять деятельность, направленную на поддержку, координацию или дополнение деятельности государств-членов, не подменяя при этом их компетенцию в данных сферах». |
| - охрана и улучшение здоровья людей - промышленность - культура - туризм - образование, профессиональное обучение, молодежь и спорт - гражданская оборона - административное сотрудничество           |
| п о р |

## Структура
Ниже следует описание основных органов, или институтов, ЕС. Традиционное для государств разделение на законодательные, исполнительные и судебные органы для ЕС нехарактерно. Если Суд ЕС можно считать судебным органом, то законодательные функции принадлежат одновременно Совету ЕС, Европейской комиссии и Европарламенту, а исполнительные — Комиссии и Совету.

### Европейский совет
Высший политический орган ЕС, состоящий из глав государств и правительств стран-членов. Членами Европейского совета также являются председатель Европейского совета и председатель Еврокомиссии. В основе создания Европейского совета лежала идея французского президента Шарля де Голля о проведении неформальных саммитов лидеров государств Европейского союза, что призвано было препятствовать снижению роли национальных государств в рамках интеграционного образования. Неформальные саммиты проводились с 1961 г., в 1974 г. на саммите в Париже данная практика была формализована по предложению Валери Жискар д`Эстена, занимавшего в то время пост президента Франции.
Совет определяет основные стратегические направления развития ЕС. Выработка генеральной линии политической интеграции — основная миссия Европейского совета. Наряду с Советом министров Европейский совет наделён политической функцией, заключающейся в изменении основополагающих договоров европейской интеграции. Его заседания проходят не менее, чем четыре раза в год — либо в Брюсселе, либо в председательствующем государстве под председательством представителя государства-члена, возглавляющего в данное время Совет Европейского союза. Заседания длятся два дня. Решения совета обязательны для поддержавших их государств.
В рамках Европейского совета осуществляется так называемое «церемониальное» руководство, когда присутствие политиков самого высокого уровня придаёт принятому решению одновременно и значимость и высокую легитимность. С момента вступления в силу Лиссабонского договора, то есть с декабря 2009 года, Европейский совет официально вошёл в структуру институтов ЕС. Положениями договора учреждена новая должность председателя Европейского совета, который принимает участие во всех заседаниях глав государств и правительств стран-членов ЕС.
Европейский совет следует отличать от Совета ЕС и от Совета Европы.

### Европейская комиссия

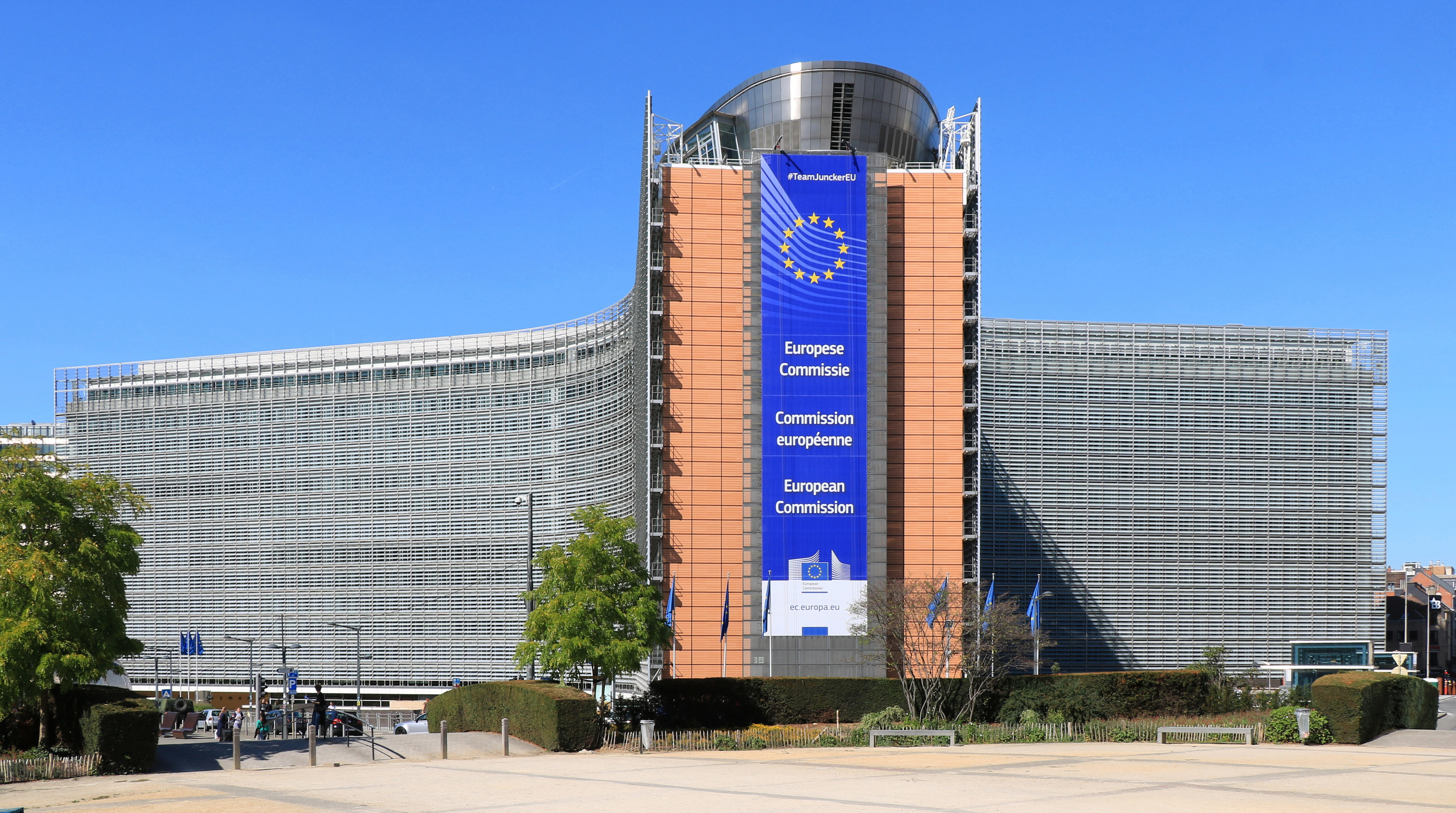
Штаб-квартира Европейской комиссии в Брюсселе

Европейская комиссия — высший орган исполнительной власти Европейского союза. Состоит из 27 членов, по одному от каждого государства-члена. При исполнении своих полномочий они независимы, действуют только в интересах ЕС, не вправе заниматься какой-либо другой деятельностью. Государства-члены не вправе влиять на членов Еврокомиссии.
Еврокомиссия формируется каждые 5 лет следующим образом. Европейский совет предлагает кандидатуру председателя Еврокомиссии, которая утверждается Европарламентом. Далее, Совет ЕС совместно с кандидатом в председатели Комиссии формируют предполагаемый состав Еврокомиссии с учётом пожеланий государств-членов. Состав «кабинета» должен быть одобрен Европарламентом и окончательно утверждён Европейским советом. Каждый член Комиссии отвечает за определённую сферу политики ЕС и возглавляет соответствующее подразделение (так называемый Генеральный Директорат).
Комиссия играет главную роль в обеспечении повседневной деятельности ЕС, направленной на выполнение основополагающих Договоров. Она выступает с законодательными инициативами, а после утверждения контролирует их претворение в жизнь. В случае нарушения законодательства ЕС Комиссия имеет право прибегнуть к санкциям, в том числе обратиться в Европейский суд.
Комиссия обладает значительными автономными правами в различных областях политики, в том числе аграрной, торговой, конкурентной, транспортной, региональной и т. д. Комиссия имеет исполнительный аппарат, а также управляет бюджетом и различными фондами и программами Европейского союза (такими, как программа «TACIS»).
Основными рабочими языками Комиссии являются английский, французский и немецкий. Штаб-квартира Европейской комиссии находится в Брюсселе.

### Совет
Совет Европейского союза (официальное название — Совет, обычно неофициально упоминается как Совет министров) — наряду с Европейским парламентом, один из двух законодательных органов союза и один из семи его институтов. В Совет входят 27 министров правительств стран-членов в составе, зависящем от обсуждаемого круга вопросов. При этом, несмотря на различные составы, Совет считается единым органом. В дополнение к законодательным полномочиям Совет также обладает некоторыми исполнительными функциями в области общей внешней политики и политики безопасности.

### Европейский парламент
До выхода Великобритании из Евросоюза Европейский парламент был собранием из 751 депутата (после выхода Великобритании — 705), напрямую избираемых гражданами государств — членов ЕС сроком на пять лет. Председатель Европарламента избирается на два с половиной года. Члены Европейского парламента объединяются не по национальному признаку, а в соответствии с политической ориентацией.
Основная роль Европейского парламента — законодательная деятельность. Кроме того, практически любое решение Совета ЕС требует либо одобрения Парламента, либо, по крайней мере, запроса его мнения. Парламент контролирует работу Комиссии и обладает правом её роспуска.
Одобрение Парламента требуется и при принятии в союз новых членов, а также при заключении соглашений об ассоциированном членстве и торговых договорённостей с третьими странами.
Последние выборы в Европарламент проводились в 2019 году. Европарламент проводит пленарные заседания в Страсбурге и Брюсселе.

### Суд Европейского союза
Суд Европейского союза проводит свои заседания в Люксембурге и является судебным органом ЕС высшей инстанции.
Суд регулирует разногласия между государствами-членами; между государствами-членами и самим Европейским союзом; между институтами ЕС; между ЕС и физическими либо юридическими лицами, включая сотрудников его органов. Суд даёт заключения по международным соглашениям; он также выносит предварительные (преюдициальные) постановления по запросам национальных судов о толковании учредительных договоров и нормативно-правовых актов ЕС. Решения Суда ЕС обязательны для исполнения на территории ЕС. По общему правилу юрисдикция Суда ЕС распространяется на сферы компетенции ЕС.
В соответствии с Маастрихтским договором Суду предоставлено право налагать штрафы на государства-члены, не выполняющие его постановления.
Суд состоит из 27 судей (по одному от каждого из государств-членов) и восьми генеральных адвокатов. Они назначаются на шестилетний срок, который может быть продлён. Каждые три года обновляется половина состава судей.
Суд сыграл огромную роль в становлении и развитии права ЕС. Многие, даже основополагающие принципы правопорядка союза основаны не на международных договорах, а на прецедентных решениях Суда.
Суд ЕС следует отличать от Европейского суда по правам человека.

### Лоббистские организации
Определённое влияние на принимаемые в Евросоюзе решения оказывают негосударственные экспертные лоббистские группы. На 2016 год в созданном по соглашению 2011 года, заключённому между Еврокомиссией и Европарламентом, реестре зарегистрированы более 8,3 тыс. лоббистских организаций, среди которых российские ТНК «Газпром» и «Лукойл». На самом деле лоббистов больше, так как не все из них зарегистрировались. Некоторые из них функционируют десятилетиями. Уже в 1958 году в Брюсселе возникли две существующие сегодня лоббистские организации — Комитет аграрных организаций в ЕС (Committee of Agricultural Organizations in the EU / COPA, в настоящее время — COPA-COGECA224) и Союз конфедераций промышленников и работодателей ЕС (Union of Industrial and Employer’s Confederations of Europe / UNICE, с 2007 года BUSINESSEUROPE225). В сельскохозяйственной сфере крупными лоббистами в институтах ЕС являются три группы: The European Federation of Food, британская British Agriculture Bureau и французская COOP de France. Условия регистрации (она добровольная и необязательная) для лоббистов следующие:
- Зарегистрироваться может любая организация, включая религиозные объединения, частные консультативные кабинеты, профсоюзы, академические институты и т. д.;
- При регистрации требуется указать данные об организации, а также о лицах, аккредитованных при ЕС;
- Регистрация обязывает подписать этический кодекс поведения.

Регистрация даёт лоббисту ряд прав:
- Получать информационную рассылку об обновлении законодательной базы;
- Входить в состав экспертных групп;
- Запрашивать встречу с официальным представителем;
- Знакомиться со статистикой.

## Бюджет
Евросоюз имеет собственный бюджет, формирующийся из отчислений государств-членов (пропорционально их ВНД), таможенных пошлин на импорт товаров из третьих стран, отчислений от собираемого государствами-членами НДС и некоторых прочих поступлений. Бюджет ЕС составляет немногим более 1 % от ВНД государств-членов. В 2013 г. он равнялся 150,9 млрд евро; доходная часть бюджета на 2020 год составляла 168,7, а расходная — 153,6 млрд евро.
Основными статьями расходов общего бюджета ЕС являются общая сельскохозяйственная политика, социальная и региональная политика — в совокупности они поглощают до 80 % всех расходов. Из остальных средств финансируются: инновационная, промышленная (конкурентная), транспортная, энергетическая, экологическая, культурная и образовательная политика Евросоюза, а также его внешняя политика и содержание аппарата.

## Политические партии

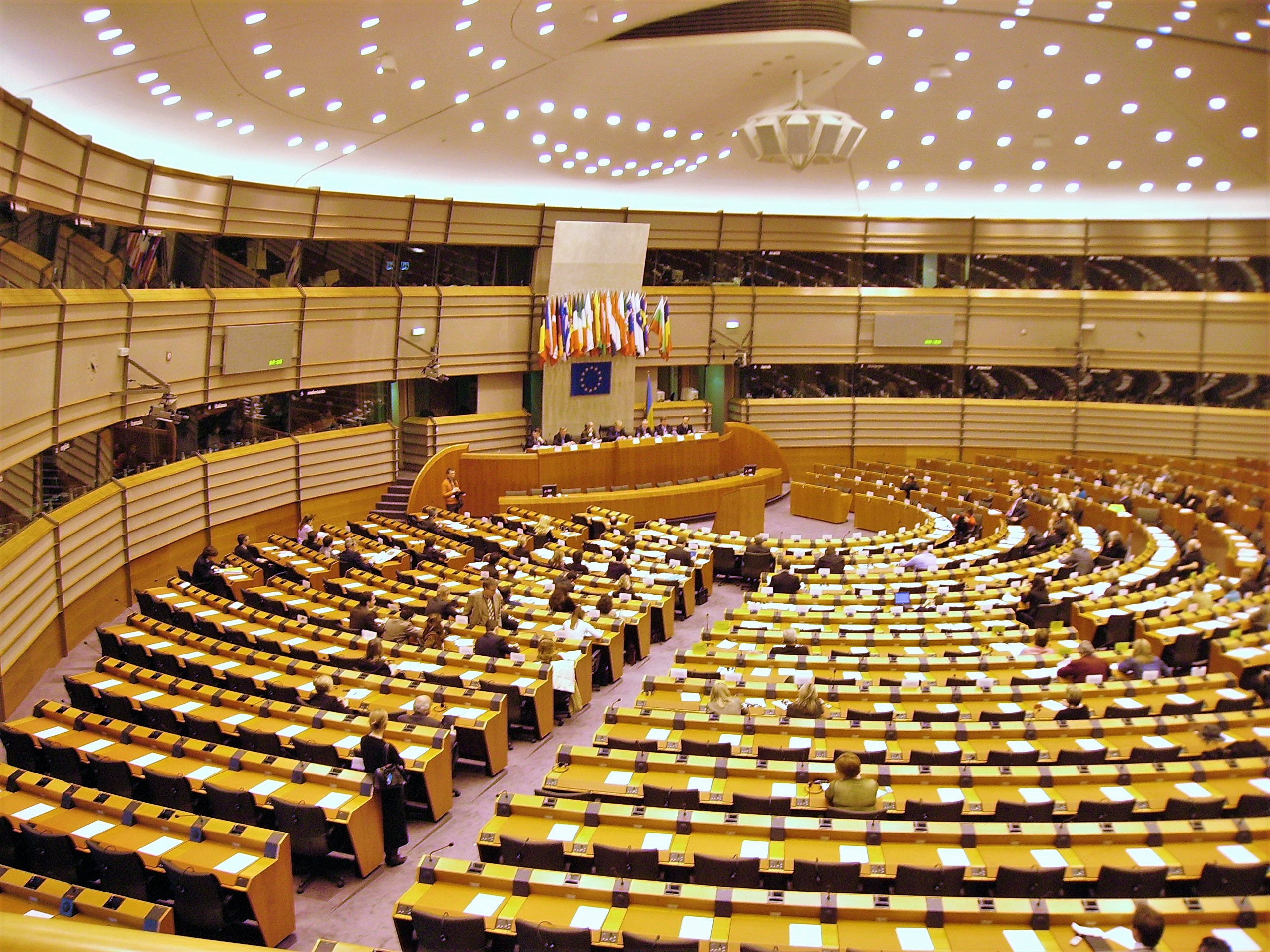
Европейский парламент

### Ультраправые
- Альянс европейских национальных движений (до 2009 года — Союз за Европу наций) — националистическая

### Правые
- Европа за свободу и демократию — евроскептическая

### Правоцентристские
- Европейское христианское политическое движение — христианско-демократическая
- Альянс европейских консерваторов и реформистов — консервативная
- Европейская народная партия — либерально-консервативная

### Центристские
- Альянс либералов и демократов за Европу — либеральная
- Европейская демократическая партия — либеральная

### Левоцентристские
- Партия европейских социалистов — социал-демократическая
- Европейская партия зелёных — экологистская

### Левые
- Европейские левые — коммунистическая, демосоциалистическая
- «Европейский левый альянс за людей и планету» — зелёная, феминистская

### Ультралевые
- Европейские антикапиталистические левые — троцкистская

### Регионалистские
- Европейский свободный альянс — регионалистская

## Экономика
|                                                                                    |
| Евросоюз и семь следующих крупнейших экономик мира по номинальному ВВП (МВФ, 2009) |

С момента учреждения ЕС на территории всех государств-членов был создан единый рынок. На данный момент единую валюту используют 20 государств союза, образуя еврозону. Союз, если рассматривать его как единую экономику, произвёл в 2009 году валовой внутренний продукт в объёме 14,79 триллиона международных долларов в расчёте по паритету покупательной способности (16,45 трлн $ по номинальному значению), что составляет более 21 % мирового объёма производства. Это ставит экономику союза на первое место в мире по номинальному значению ВВП и второе — по объёму ВВП по ППС. Кроме того, союз — крупнейший экспортёр и самый большой импортёр товаров и услуг, а также важнейший торговый партнёр нескольких крупных стран, таких как, например, Китай и Индия.
Головной офис 161 из 500 крупнейших по выручке мировых компаний (по рейтингу Fortune Global 500 в 2010-м) находится в ЕС.
Уровень безработицы в апреле 2010-го составлял 9,7 %, в то время как уровень инвестиций составлял 18,4 % от ВВП, инфляция — 1,5 %, дефицит государственного бюджета — −0,2 %. Уровень дохода на душу населения варьируется от государства к государству и находится в диапазоне от 7 до 78 тыс. $.
В ВТО экономика ЕС представлена в качестве единой организации.
Эта структура построена на экспансии, — отмечает о ЕС бывший министр рыболовства и сельского хозяйства Исландии Йоун Бьярнасон, — она никогда не остановится в своём стремлении контролировать всё новые и новые рынки.

### Внутренний рынок

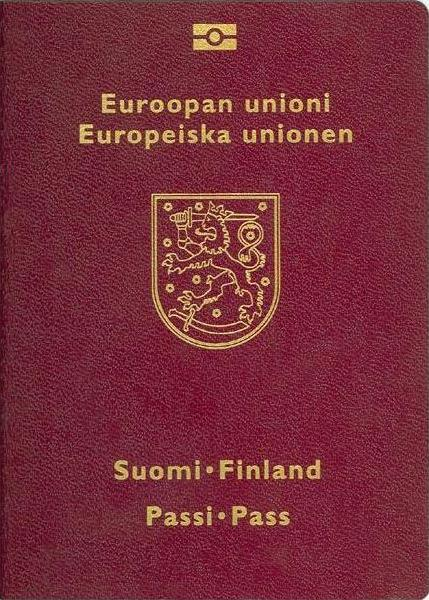
Члены ЕС используют обычно стандартизированный дизайн паспортов цвета бургунди с указанием страны-члена, её гербом и надписью «Европейский союз» на официальном языке (или языках) страны

Развитие между странами — участниками общего рынка (впоследствии переименованного в единый рынок), а также создание таможенного союза были двумя из основных целей создания Европейского экономического сообщества. При этом, если таможенный союз подразумевает запрещение любых пошлин в торговых отношениях между государствами-членами и формирование общего таможенного тарифа по отношению к третьим странам, то общий рынок распространяет эти принципы и на другие препятствия конкуренции и взаимодействия экономик стран союза, гарантируя так называемые четыре свободы: свободу движения товаров, свободу движения лиц, свободу движения услуг и свободу движения капитала. Исландия, Лихтенштейн, Норвегия и Швейцария входят в общий рынок, но не в таможенный союз.
Свобода движения капитала подразумевает не только возможность беспрепятственных платежей и переводов через границы, но и покупку недвижимости, акций компаний и инвестирование между странами. До принятия решения о формировании экономического и валютного союза развитие положений о свободе капитала шло медленно. По принятии Маастрихтского договора Европейский суд начал ускоренно формировать решения в отношении ранее пренебрегаемой свободы. Свобода перемещения капитала действует также и на отношения между странами — участниками ЕС и третьими странами.
Свобода движения лиц означает, что гражданин Евросоюза может беспрепятственно перемещаться между странами союза в целях проживания (в том числе и по выходе на пенсию), работы и учёбы. Обеспечение этих возможностей включает упрощение формальностей при переезде и взаимное признание профессиональных квалификаций.
Свобода движения услуг и свобода учреждения позволяет лицам, занимающимся самостоятельной экономической деятельностью, свободно перемещаться между странами союза и заниматься этой деятельностью на постоянной или на временной основе. Несмотря на то, что услуги представляют 70 % ВВП и рабочих мест в большинстве государств-членов, законодательство в отношении этой свободы не столь развито, как в области других устанавливаемых свобод. Этот пробел был восполнен принятием директивы об услугах на внутреннем рынке (Директива 2006/123/ЕС от 12 декабря 2006 года) с целью снятия ограничений между странами по оказанию услуг.

### Конкуренция
Евросоюз разрабатывает и контролирует исполнение антимонопольного законодательства для обеспечения на внутреннем рынке свободной конкуренции. Комиссия, являясь регулирующим органом в вопросах конкуренции, отвечает за антимонопольные вопросы, контроль слияний и поглощений предприятий, разделение картелей, поддержку экономического либерализма и контроль за оказанием государственной помощи.
Пост еврокомиссара по конкуренции, в настоящее время занимаемый Хоакином Альмунией, считается одним из самых влиятельных в Евросоюзе, известный своими полномочиями принимать решения, затрагивающие коммерческие интересы транснациональных компаний. Например, в 2001 году Комиссия впервые заблокировала сделку слияния двух компаний, базирующихся в США («General Electric» и «Honeywell») и одобренных национальными властями. Другое значительное разбирательство, против «Microsoft», после многолетних судебных тяжб завершилось поражением последней, выполнением требований Комиссии и выплатой компанией «Microsoft» штрафа в размере 777,5 млн €.

### Валютный союз
Принципы, регулирующие валютный союз, были заложены уже в Римском договоре 1957 года, а официальной целью валютный союз стал в 1969 году на саммите в Гааге. Однако лишь с принятием Маастрихтского договора в 1993 году страны союза были юридически обязаны создать валютный союз не позднее 1 января 1999 года. В этот день евро был представлен мировым финансовым рынкам в качестве расчётной валюты одиннадцатью из пятнадцати на тот момент стран союза, а 1 января 2002 года были введены в наличное обращение банкноты и монеты в двенадцати странах, входящих к этому моменту в еврозону. Евро заменил европейскую валютную единицу (ЭКЮ), которая использовалась в европейской валютной системе с 1979 по 1998 годы, в соотношении 1:1. На данный момент в еврозону входят 20 стран.
Все остальные страны, кроме Дании, юридически обязаны присоединиться к евро, когда будут соответствовать критериям, необходимым для вступления в еврозону, однако лишь несколько стран установили дату для планируемого присоединения. Швеция, хотя и обязана вступить в еврозону, использует правовую лазейку, позволяющую ей не отвечать маастрихтским критериям и не работать в направлении устранения выявленных несоответствий.
Евро предназначен помочь в построении общего рынка путём упрощения туризма и торговли; устранения проблем, связанных с обменными курсами; обеспечения прозрачности и стабильности цен, а также низкой процентной ставки; создания единого рынка финансов; предоставления странам валюты, используемой в международном масштабе и защищённой от потрясений большим объёмом оборота внутри еврозоны.
Управляющий банк еврозоны, Европейский центральный банк, определяет денежно-кредитную политику входящих в неё стран с целью поддержания ценовой стабильности. Он является центром Европейской системы центральных банков, объединяющей все национальные центральные банки стран Евросоюза и контролируемой Советом управляющих, состоящим из президента ЕЦБ, назначаемым Европейским советом, вице-президента ЕЦБ и управляющих национальными центральными банками государств — членов ЕС.
В 2009—2013 годах валютный союз был ослаблен долговым кризисом.

#### Финансовое регулирование
В конце 2009 года министрами финансов была согласована структура органов банковского, финансового и страхового надзора: Европейская система финансового регулирования (англ. European System of Financial Supervisors), состоящая из четырёх общеевропейских надзорных ведомств, Европейской банковской организации (англ. European Banking Authority), Европейской организации по ценным бумагам и рынкам (англ. European Securities and Markets Authority), Европейской организации страхования и пенсионного обеспечения (англ. European Insurance and Occupational Pensions Authority) и подчинённого Европейскому центральному банку единого Европейского совета по системным рискам (англ. European Systemic Risk Board). Регуляторы начали работу 1 января 2011 года, а 7 февраля руководителем банковского ведомства был назначен Андреа Энриа (итал. Andrea Enria), ведомства страховых организаций — Стевен Майджоор (нидерл. Steven Maijoor), регулятора рынка ценных бумаг — Габриэль Бернардино (порт. Gabriel Bernardino).

#### Банковский союз
В целях дальнейшего укрепления экономики еврозоны лидеры стран союза в 2012 году предложили создание банковского союза. Цели банковского союза — снятие с налогоплательщиков финансовой ответственности за проблемные банки и ужесточение контроля за деятельностью банков. Первым этапом формирования банковского союза стало решение об учреждении единого надзорного механизма на базе ЕЦБ, под контроль которого перейдут от 150 до 200 крупнейших банков еврозоны. Договорённости по одному из главных компонентов банковского надзора, механизму санации проблемных банков, были достигнуты в марте 2014 года. После чего 15 апреля 2014-го Европейским парламентом были одобрены три ключевых закона, формирующие банковский союз: директива о реструктуризации и реорганизации банков, единый механизм санации проблемных банков и директива по системе гарантий вкладов. Ожидается, что полностью структуры начнут работу в 2016—2018 годах, в то время как около 130 крупнейших банков еврозоны перейдут под прямой контроль ЕЦБ уже в ноябре 2014 года.

### Энергетика
| Производство энергии в ЕС    | Производство энергии в ЕС    |
| 47,7 % от общего потребления | 47,7 % от общего потребления |
| ---------------------------- | ---------------------------- |
| Ядерная энергия              | 28,4 %                       |
| Каменный и бурый уголь       | 20,4 %                       |
| Природный газ                | 18,8 %                       |
| Возобновляемая энергия       | 18,3 %                       |
| Нефть                        | 12,8 %                       |
| Другое                       | 1,3 %                        |
| Чистый импорт энергии        |                              |
| 52,3 % от общего потребления |                              |
| Нефть и нефтепродукты        | 57,8 %                       |
| Природный газ                | 28,4 %                       |
| Уголь                        | 11,8 %                       |
| Другое                       | 2 %                          |

По данным 2010 года внутреннее валовое энергопотребление 27 стран-участниц составило 1,759 миллиарда тонн нефтяного эквивалента. Около 47,7 % потреблённой энергии были произведены в странах-участницах, в то время как 52,3 % — импортированы, при этом в расчётах ядерная энергия считается первичной, несмотря на то что лишь 3 % используемого урана добывается в Европейском союзе. Степень зависимости союза от импорта нефти и нефтепродуктов составляет 84,6 %, природного газа — 64,3 %.
По прогнозам EIA (англ. USA Energy Information Administration) собственная добыча газа в европейских странах будет снижаться на 0,9 % в год, что к 2035 году составит 60 млрд м³. Спрос на газ будет расти на 0,5 % в год, ежегодный рост импорта газа в страны ЕС в долгосрочной перспективе составит 1,6 %. Для уменьшения зависимости от трубопроводных поставок природного газа особая роль инструмента диверсификации отводится сжиженному природному газу.
С момента создания Европейский союз обладает законодательной властью в области энергетической политики; это восходит своими корнями к Европейскому объединению угля и стали. Введение обязательной и всеобъемлющей энергетической политики было одобрено на встрече Европейского совета в октябре 2005 года, а первый проект новой политики был опубликован в январе 2007 года.
Основные задачи единой энергетической политики: изменение структуры потребления энергии в пользу возобновляемых источников, повышение энергоэффективности, снижение объёма выбросов парниковых газов, создание единого энергетического рынка и содействие развитию на нём конкуренции.

### Инфраструктура

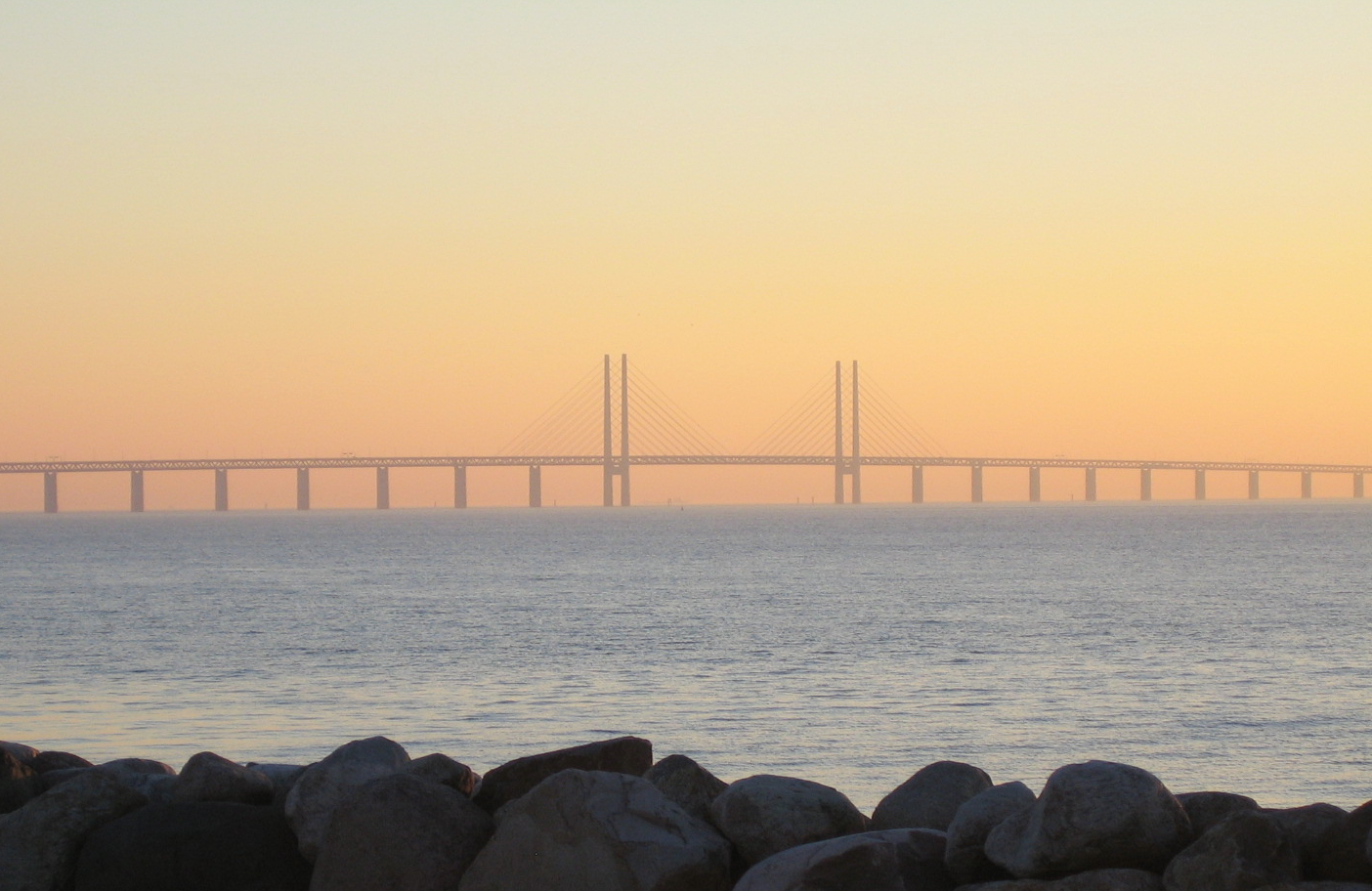
Эресуннский мост между Данией и Швецией является частью проекта трансъевропейских транспортных сетей

ЕС работает в направлении развития общеевропейской инфраструктуры, например, посредством трансъевропейских сетей (TEN). Так проекты в рамках TEN включают в себя Евротоннель, LGV Est, Мон-Сенисский туннель, Эресуннский мост, тоннель Бреннер и мост через Мессинский пролив. По оценке 2001 года сеть должна была к 2010 году покрыть: 75 200 км дорог, 76 000 км железнодорожного полотна, 330 аэропортов, 270 морских портов и 210 портов внутри континента.
Развивающаяся транспортная политика Евросоюза увеличивает нагрузку на окружающую среду из-за расширения транспортных сетей во многих регионах. До пятой волны расширения 2004 года основными транспортными задачами были сделать транспорт устойчивым, как в экологическом отношении (загрязнение воздуха, шум), так и в отношении перегруженности (заторы). Расширение добавило к существующим проблемам также проблему общедоступности (англ. accessibility). В частности, Европейский инвестиционный банк выделил в 2006 году 650 миллионов евро на развитие дорожной системы Польши, всего с 1990 года предоставив Польше кредитов на 12 млрд евро, из которых приблизительно 40 % было направлено на развитие транспортной инфраструктуры.
Другой инфраструктурный проект ЕС — система навигации «Галилео». Будучи спутниковой системой навигации, «Галилео» разрабатывается Европейским союзом совместно с Европейским космическим агентством и планируется к запуску в эксплуатацию в 2014 году. Завершение формирования спутниковой группировки назначено на 2019 год. Проект нацелен, отчасти чтобы снизить зависимость от контролируемой Соединёнными Штатами GPS, отчасти чтобы обеспечить лучшие покрытие и точность сигнала по сравнению с устаревающей американской системой. В процессе разработки проект «Галилео» испытал множество финансовых, технических и политических трудностей.

### Сельское хозяйство
Единая сельскохозяйственная политика — старейшая из программ Европейского экономического сообщества, его краеугольный камень. Политика ставит целью увеличение сельскохозяйственной производительности, обеспечение стабильности снабжения продовольственными товарами, обеспечение достойного уровня жизни сельскохозяйственного населения, стабилизацию рынков, а также обеспечение разумных цен на продукцию. До недавнего времени осуществлялась посредством субсидий и вмешательства в рынок. В 70-х и 80-х годах на нужды сельскохозяйственной политики выделялось около двух третей бюджета Европейского сообщества, на 2007—2013 годы доля этой статьи расходов снизилась до 34 %.

## Коррупция в ЕС
Согласно докладу европейского комиссара по внутренней политике Сесилии Мальмстрём, коррупция обходится экономике ЕС, по меньшей мере, в 120 млрд евро ежегодно. В докладе также отмечается, что борьбе с коррупцией уделяется недостаточно внимания и сама эта проблема часто замалчивается.

## Критика
Среди критических высказываний в отношении Евросоюза (и даже предшествующих ему структур Европейского экономического сообщества) следует выделить обвинения в дефиците демократии, возникавшие в результате избыточной бюрократизации и регламентации всех сфер жизни союза.

## Право
Особенностью Евросоюза, отличающей его от других международных организаций, является наличие собственного права, которое непосредственно регулирует отношения не только государств-членов, но и их граждан и юридических лиц.
Право ЕС состоит из так называемого первичного, вторичного и третичного (решения Суда Европейского союза). Первичное право — учредительные договоры ЕС; договоры, вносящие в них изменения (ревизионные договоры); договоры о вступлении новых государств-членов. Вторичное законодательство составляют нормативные акты, принятые институтами ЕС в пределах их компетенций. Это регламенты (англ. regulations), директивы, решения, рекомендации и заключения (англ. opinions). Решения Суда ЕС и других судебных органов союза широко используются в качестве прецедентного права.
Право ЕС обладает прямым действием на территории стран ЕС и приоритетом по отношению к национальному законодательству государств.
Право ЕС подразделяют на институционное право (нормы, регламентирующие порядок создания и функционирования институтов и органов ЕС) и материальное право (нормы, регулирующие процесс реализации целей ЕС и ЕСообществ). Материальное право ЕС, как и право отдельных стран, можно подразделить на отрасли: таможенное право ЕС, экологическое право ЕС, транспортное право ЕС, налоговое право ЕС и др. С учётом структуры ЕС («три опоры») право ЕС подразделяется также на право Европейских сообществ, Шенгенское право и др.
Основным достижением права ЕС можно считать институт четырёх свобод: свобода передвижения лиц, свобода движения капитала, свобода перемещения товаров и свобода предоставления услуг в данных странах.

## Население

Демографическая пирамида Евросоюза в 2023

По данным на 2024 год население ЕС составляет 449,2 млн человек.

### Языки
В европейских институтах официально равноправно используются 24 языка: английский, болгарский, венгерский, греческий, датский, ирландский, испанский, итальянский, латышский, литовский, мальтийский, немецкий, нидерландский, польский, португальский, румынский, словацкий, словенский, финский, французский, хорватский, чешский, шведский, эстонский.
На рабочем уровне, как правило, используются английский, немецкий и французский.
В шести государствах ЕС большинство населения составляют славяне: Болгария, Хорватия, Чехия, Польша, Словакия и Словения.

### Религии

Доля населения ЕС, верующего в Бога, по странам (по результатам опроса 2005 года)

По данным официального опроса Европейского союза 18 % населения ЕС не верят в Бога, 27 % допускают существование сверхъестественной «духовной жизненной силы», в то время как 52 % верят в конкретного (личного) Бога.
Большинство государств ЕС являются светскими. По участию государства в финансировании религиозных организаций выделяются следующие группы стран-членов ЕС (данные на 2015 год)
:
- Нет постоянного государственного финансирования религиозных организаций — Ирландия, Латвия, Литва, Португалия, Словения, Франция, Эстония;
- Страны, в которых основные религиозные организации финансируются главным образом за счёт государства — Бельгия, Греция, Дания, Люксембург, Словакия, Чехия.
- Страны, религиозные организации в которых существуют за счёт налоговых отчислений верующих — Венгрия, Италия, Испания и Польша (с 2015 года).
- Страны, в которых граждане на содержание своих религиозных общин платят особый церковный налог — Австрия, Германия, Швеция и Финляндия.

Во всех странах-членах ЕС (включая светские) существуют следующие формы государственного финансирования религиозных организаций:
- Пастырская служба в армии, государственных больницах и тюрьмах;
- Финансирование принадлежащих религиозным организациям школ. Государство оплачивает персонал и дидактические материалы вне зависимости от учебного предмета;
- Ремонт за счёт государства (или местного самоуправления) церковных объектов — памятников культуры;
- Оплата религиозного образования в государственных и муниципальных школах. В 8 странах ЕС религиозное образование обязательно в общественных школах, в 2 странах (Франция и Словения) его нет, а во всех остальных странах-членах ЕС оно факультативно. В ряде стран ЕС в качестве альтернативы религиозному образованию предлагается светский курс этики;
- Налоговые льготы религиозным организациям обязательны во всех странах ЕС. В шести странах налоговые льготы распространяются также и на церковную экономическую деятельность. Церковная недвижимость, как правило, освобождена от налога.
- Религиозные благотворительные организации имеют право на финансовую помощь наравне со светскими благотворительными организациями.

### Города Европейского союза
В соответствии с определением ОЭСР, в Европейском союзе существует 811 городов с населением более 50 тысяч человек, вместе с городами вышедшей Великобритании.
- В 5 городах — Афинах, Париже, Риме, Мадриде и Берлине — численность населения более 2 млн чел.
- 11 городов, в которых живёт более 1 млн человек: Кёльн, Прага, София, Милан, Мюнхен, Барселона, Будапешт, Бухарест, Варшава, Гамбург и Вена.

## Образование
32,8 % жителей ЕС в возрасте от 25 до 64 полных лет на 2020 год имеют высшее образование. 79 % взрослого населения окончили полную среднюю школу.

## Культура и общество

### Наука
Наука в Евросоюзе имеет выраженную инновационную направленность. Под эгидой Евросоюза функционирует масштабная исследовательская сеть Future and Emerging Technologie, координирующая усилия учёных в разработке проблем искусственного интеллекта, виртуальной реальности, робототехники, нейрофизиологии и других высокотехнологичных областей.